# Hyperolius semidiscus
Hyperolius semidiscus là một loài ếch thuộc họ Hyperoliidae.
Loài này có ở Nam Phi, Swaziland, và có thể cả Mozambique.
Môi trường sống tự nhiên của chúng là xavan khô, xavan ẩm, vùng cây bụi ôn đới, sông ngòi, đầm nước, hồ nước ngọt, hồ nước ngọt có nước theo mùa, đầm nước ngọt, và đầm nước ngọt có nước theo mùa.
Chúng hiện đang bị đe dọa vì mất môi trường sống.